# Andradita
La andradita es un mineral del grupo de los Silicatos, subgrupo Nesosilicatos y dentro de estos es un granate por la típica forma isométrica de sus cristales, con 12 o 24 caras trapezoidales. Es un silicato de hierro y calcio, de color normalmente amarillento con variables tonalidades.
Fue descrito por primera vez en 1868 en Buskerud (Noruega). Se le puso nombre en honor del mineralogista brasileño J.B. de Andrada e Silva.
Sinónimos muy poco usados de este mineral son alocroíta y poliadelfita.
La andradita posee muchas variedades basadas en el color: la melanita es la variedad negra, demantoide es la variedad verde brillante, topazolita es la variedad amarilla, etc.

## Ambiente de formación
Se forma en rocas calizas metamorfizadas por contacto con una cámara magmática o bien en rocas de metamorfismo regional. Es por tanto el mismo ambiente de formación que en el caso del granate de calcio y aluminio, la grosularia. Es típico en estos granates formados por metamorfismo la presencia en sus cristales de impurezas de roca sedimentaria silícea.
En todos los casos, es típico que tenga como minerales asociados a: las micas, clorita, diópsido y serpentina. El demantoide suele encontrarse asociado al amianto.
También puede aparecer en rocas ígneas, como es el caso de la melanita, que aparece en lavas y en sienitas.

## Localización, extracción y uso
Se localiza abundante en Arizona y California (Estados Unidos), montes Urales (Rusia), Italia, Noruega y Alemania.
A veces se ha tallado la variedad topazolita y el demantoide, siendo muy apreciados para su uso como gema.